# Bella ma pericolosa
Bella ma pericolosa (She Couldn't Say No) è un film del 1954 diretto da Lloyd Bacon.

## Trama
Cinzia, da bambina, venne salvata dalla generosità dei compaesani che fecero una colletta per farla curare, dato che il padre era senza mezzi.
Il padre fece in seguito fortuna e ora Cinzia Lane è diventata una ricca ereditiera. Dopo quasi venti anni dall'epoca del suo salvataggio torna nei luoghi dell'infanzia, per sdebitarsi con le persone che le salvarono la vita. Cerca il buon dottore che la guarì ma scopre che è morto. C'è però il figlio, a sua volta diventato medico del villaggio, che non ha affatto bisogno di essere beneficiato e di cui Cinzia si innamora. Dopo una serie di avventure l'ereditiera lo sposa.